# みずほ (静岡市)
みずほ は、静岡県静岡市駿河区にある町名。一丁目から五丁目まで存在する。住居表示未実施。各丁目で地番整理はされている。

## 地理
駿河区の長田地区に位置し、北に上川原・丸子新田と、東に東新田・下川原と、南に広野と、南西に青木と、西に鎌田と接している。JR安倍川駅の玄関口として、住宅地となっている。

## 歴史
- 1973年（昭和48年）11月1日 - 旧字（当時静岡市）の各一部を分割し、次のように新設、地番整理される。
  - みずほ一丁目 - 鎌田、上川原、下川原、丸子新田
  - みずほ二丁目 - 鎌田、上川原、下川原、丸子新田、青木
  - みずほ三丁目 - 鎌田、上川原、下川原、丸子新田、青木
  - みずほ四丁目 - 鎌田、上川原、下川原
  - みずほ五丁目 - 鎌田、青木
- 2005年（平成17年）4月1日 - 政令指定都市化により、行政区が駿河区となる。

## 世帯数と人口
2020年10月1日の国勢調査（総務省統計局）による。
| 町丁         | 世帯数    | 人口    |
| ------------ | --------- | ------- |
| みずほ一丁目 | 443世帯   | 1,084人 |
| みずほ二丁目 | 308世帯   | 741人   |
| みずほ三丁目 | 270世帯   | 626人   |
| みずほ四丁目 | 363世帯   | 781人   |
| みずほ五丁目 | 334世帯   | 761人   |
| 合計         | 1,718世帯 | 3,993人 |

## 小・中学校の学区
市立小・中学校に通う場合、学区は以下のとおりとなる。
| 全域   | 小学校               | 中学校               |
| ------ | -------------------- | -------------------- |
| みずほ | 静岡市立長田東小学校 | 静岡市立長田南中学校 |

## 施設
- 静岡市立長田南中学校
- 静岡みずほ郵便局
- しずてつストアみずほ店
- 市川園
- みずほ公民館
- 上川原公会堂[5]